# David Vogan
David Alexander Vogan (* 8. September 1954 in Mercer, Pennsylvania) ist ein US-amerikanischer Mathematiker, der sich mit Darstellungen von Lie-Gruppen beschäftigt.

## Leben
Vogan wuchs in Belfonte (Pennsylvania) auf, studierte an der University of Chicago bei Paul Sally mit dem Bachelor-Abschluss 1974, wobei er sich schon der Darstellungstheorie zuwandte, und promovierte 1976 bei Bertram Kostant am Massachusetts Institute of Technology (Lie Algebra Cohomology and the Representations of Semisimple Lie Groups). Dort war er danach ein Jahr Instructor, bevor er zwei Jahre am Institute for Advanced Study war, wo er unter anderem mit Gregg Zuckerman und Armand Borel zusammentraf. Anschließend wurde er Professor am MIT. 1983 wurde er Forschungsstipendiat der Alfred P. Sloan Foundation (Sloan Research Fellow). 1999 bis 2004 stand er der Fakultät für Mathematik des MIT vor.
Vogan beschäftigt sich mit der Darstellungstheorie von Liegruppen, auch im Zusammenhang mit dem Langlands-Programm. Er war einer der Mathematiker, die im Rahmen des Atlas of Lie Groups and Representations in vierjähriger Arbeit die Charaktere der einfachen Liegruppe E8 bestimmten, der größten (Dimension 248) der exzeptionellen Liegruppen, die auch Anwendungen in einigen GUTs und in der Stringtheorie findet. Der Computerausdruck dieser Charaktere (Koeffizienten bestimmter Polynome, der Lusztig-Vogan-Polynome, in einer {\displaystyle (453.060)^{2}}-Matrix) würde 49 Quadratmeilen bedecken und umfasst 60 Gigabyte. Die Leitung der Gruppe hatte Jeffrey Adams, wobei ein Großteil der Programmierung von dem französischen Mathematiker Fokko du Cloux (1954–2006) von der Universität Claude Bernard in Lyon erledigt wurde.
1986 hielt er einen Plenarvortrag auf dem ICM in Berkeley (Representations of reductive Lie groups) und hielt im selben Jahr die Hermann Weyl Memorial Lectures am Institute for Advanced Study. Er ist seit 1996 Mitglied der American Academy of Arts and Sciences und seit 2013 der National Academy of Sciences. 2011 erhielt er den Levi-L.-Conant-Preis für The Character Table of E8 (Notices AMS, 2007, Nr. 9). Er ist Fellow der American Mathematical Society.
Er ist verheiratet und hat einen Sohn und eine Tochter. Er ist passionierter Bergwanderer.

## Schriften
- Unitary Representations of Reductive Lie Groups. Princeton University Press, 1987
- mit Anthony W. Knapp: Cohomological Induction and Unitary Representations. Princeton University Press, 1995
- Representations of real reductive Lie groups. Birkhäuser, 1981
- mit Jeffrey Adams (Hrsg.): Representation theory of Lie Groups. American Mathematical Society, 2000
- mit Jeffrey Adams und Dan Barbasch (Hrsg.): The Langlands Classification and Irreducible Characters for Real Reductive Groups. Birkhäuser, 1992
- The Character Table of E8. (PDF; 18 MB) In: Notices of the AMS. Nr. 9, 2007
- mit Joseph Wolf und Juan Tirao (Hrsg.): Geometry and representation theory of real and p-adic groups. Birkhäuser, 1998
- mit Paul Sally (Hrsg.): Representation theory and Harmonic Analysis on semisimple Lie groups. American Mathematical Society, 1989

## Verweise
1. ↑  David Alexander Vogan, Jr. im Mathematics Genealogy Project (englisch)
2. ↑  er starb an ALS
3. ↑  Online

| Personendaten    | Personendaten                               |
| ---------------- | ------------------------------------------- |
| NAME             | Vogan, David                                |
| ALTERNATIVNAMEN  | Vogan, David Alexander (vollständiger Name) |
| KURZBESCHREIBUNG | US-amerikanischer Mathematiker              |
| GEBURTSDATUM     | 8. September 1954                           |
| GEBURTSORT       | Mercer, Pennsylvania                        |